# Gioia Parijs
Gioia Parijs (Rotterdam, 7 april 2007) is een Nederlandse actrice en zangeres.

## Biografie
Gioia Parijs debuteerde op zesjarige leeftijd als actrice in de musical The Sound of Music, waarin zij in 2014 en 2015 Gretl speelde. In de jaren daarna volgden rollen in musicalproducties als André ’t Astronautje (in de rol van Valentina) en Ciske de Rat (in de rol van Wanda). Ook vertolkte Parijs de hoofdrol van Sterre in Sprookjessprokkelaar, waarbij ze eerst in het Efteling Theater optrad, en uiteindelijk in verschillende theaters in Nederland en België. In 2019 deed Parijs samen met de meidengroep genaamd 6Times mee aan het Junior Songfestival. Na het behalen van een finaleplaats, werden zij tweede met het nummer End of Time. In datzelfde jaar was zij als Grime & Styling "Manager" onderdeel van het Junior Management van het concert Groots Junior (Groots met een zachte G Junior) van Guus Meeuwis. In 2020 startte Parijs als verslaggever voor het YouTube-kanaal TinaTV. Ook heeft Parijs een eigen YouTube-kanaal. Parijs kreeg in 2020 tevens de hoofdrol in de serie De zomer van Zoë, die via het YouTube-kanaal van NPO Zapp wordt uitgezonden. Datzelfde jaar bracht ze haar eerste single en videoclip uit, Zonder jou.

## Filmografie

### Film
| Jaar | Titel                   | Personage       | Opmerkingen                    |
| ---- | ----------------------- | --------------- | ------------------------------ |
| 2016 | Finding Dory            | Kleine Dory     | Nederlandse versie             |
| 2017 | Olaf's Frozen Adventure | kleine Elsa     | Korte film, Nederlandse versie |
| 2017 | Angela’s Christmas      | Angela          | Korte film, Nederlandse versie |
| 2018 | Hotel Transylvania 3    | Geesje          | Nederlandse versie             |
| 2019 | Dumbo                   | Overige stemmen | Nederlandse versie             |
| 2019 | The Lion King           | Kleine Nala     | Nederlandse versie             |
| 2019 | Frozen II               | Kleine Elsa     | Nederlandse versie             |
| 2021 | Ron's Gone Wrong        | Savannah        | Nederlandse versie             |
| 2024 | Binnenstebuiten 2       | Riley Anderson  | Nederlandse versie             |

### Televisie
| Jaar       | Titel                                           | Personage                   | Opmerkingen        |
| ---------- | ----------------------------------------------- | --------------------------- | ------------------ |
| 2014-2017  | Wallykazam!                                     | Libby Lichtelf              | Nederlandse versie |
| 2014-heden | Bing                                            | Sula                        | Nederlandse versie |
| 2015-2018  | Whisker Haven Tales with the Palace Pets        | Treasure                    | Nederlandse versie |
| 2015-2019  | Wat Beren Leren (Engels: We Bare Bears)         | Panda (klein)               | Nederlandse versie |
| 2016       | Pokémon: Zon & Maan                             | Lana                        | Nederlandse versie |
| 2016-2018  | Stuck in the Middle                             | Daphne                      | Nederlandse versie |
| 2016-2018  | Elena van Avalor                                | Diverse rollen, o.a. Olivia | Nederlandse versie |
| 2018       | Craig van de Kreek (Engels: Craig of the Creek) | Jessica                     | Nederlandse versie |
| 2018-heden | Summer Camp Island                              | Puddle                      | Nederlandse versie |
| 2018-heden | Fancy Nancy Clancy (aka Fancy Nancy)            | Nancy                       | Nederlandse versie |
| 2020-heden | De zomer van Zoë                                | Zoë                         |                    |
| 2024       | Droom Producties                                | Riley Anderson              | Nederlandse versie |

## Musicals
| Jaar      | Titel                | Personage | Opmerkingen                |
| --------- | -------------------- | --------- | -------------------------- |
| 2014-2015 | The Sound of Music   | Gretl     | Stage Entertainment        |
| 2017      | André ’t Astronautje | Valentina | SENF Theaterproducties     |
| 2017      | Ciske de Rat         | Wanda     | Stage Entertainment        |
| 2018      | Sprookjessprokkelaar | Sterre    | Efteling Theaterproducties |

## Podcasts
| Jaar       | Titel             | Personage | Opmerkingen     |
| ---------- | ----------------- | --------- | --------------- |
| 2021-heden | Doe mee met Aimy! | Aimy      | 1004 Podcasting |